# Руссо-Балт
«Руссо-Балт» — марка автомобиля, выпускавшегося на Русско-Балтийском вагонном заводе (РБВЗ) в Риге и Петербурге, акционерном машиностроительном предприятии Российской империи, специализировавшемся сначала на выпуске вагонов, а далее освоившем производство трамваев, автомобилей и самолётов. Бронеавтомобили изготовлялись на Ижорском заводе в Колпино в 1914—1919 годах.

## Автомобильный отдел Русско-Балтийского завода

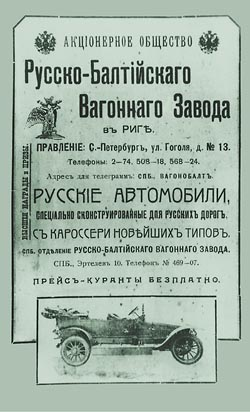
Реклама автомобилей Русско-Балтийского вагонного завода

В 1908 году по решению председателя правления М. В. Шидловского на заводе в Риге был создан автомобильный отдел под управлением директора Ивана Александровича Фрязиновского и Д. Д. Бондарева. На должность главного конструктора был приглашён 26-летний Жульен Поттера (Julien Potterat), который перед этим работал на бельгийской фирме «Fondu». Автомобили Фондю стали прототипом первых моделей «Русско-Балтийского завода». Название Руссо-Балт закрепилось вследствие сокращения названия на французском языке — Russo-Baltique (Руссо-Балтик).

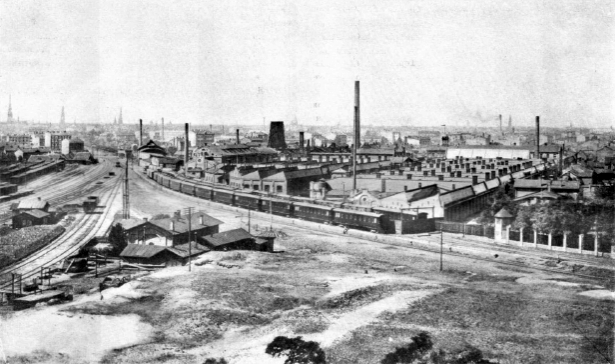
Русско-Балтийский вагонный завод, 1909 год.

В конце 1910 года акционерное общество РБВЗ приобрело «экипажную фабрику Фрезе и К°» — российского автопроизводителя-первопроходца. Мастерские предприятия находились в Петербурге на Эртелевом переулке, 10 (ныне улица Чехова). Затем они были преобразованы в станцию техобслуживания автомобилей РБВЗ.
Первая и самая массовая серийная модель автомобильного отдела Русско-Балтийского вагонного завода — модель типа «С». Её производство было начато 26 мая (8 июня) 1909 года с модификации С-24/30. Индекс модели имел цифровое обозначение: 24 — расчётная мощность двигателя в лошадиных силах, 30 — максимальная мощность. Объём двигателя составлял 4501 см³. В дальнейшем выпускались модификации: С-24/35 (1912—1914) и С-24/40 (1913—1918), с 35-сильным и 40-сильным моторами соответственно. На шасси автомобилей модели «С» устанавливались кузова следующих типов: дубль-фаэтон, торпедо, лимузин, ландоле, а также специализированные двухместные спортивные варианты. Помимо легковых кузовов, модели «С» оснащались специальными кузовами — фургоны для перевозки раненых, генераторные установки, кареты скорой помощи, грузовые платформы грузоподъемностью не более 1 тонны. Позднее начался выпуск других пассажирских моделей серии «К» и «Е», а также грузовых машин.
В 1913 году была изготовлена первая машина автомобильного отдела Русско-Балтийского завода с полугусеничным движителем французского изобретателя Адольфа Кегресса, работавшего тогда в Российской империи. Предназначенная для эксплуатации зимой, эта машина, изготовленная на базе модели серии С24/40, была оснащена лыжами и резиновыми гусеницами шириной 320 мм, с металлическими гребнями.

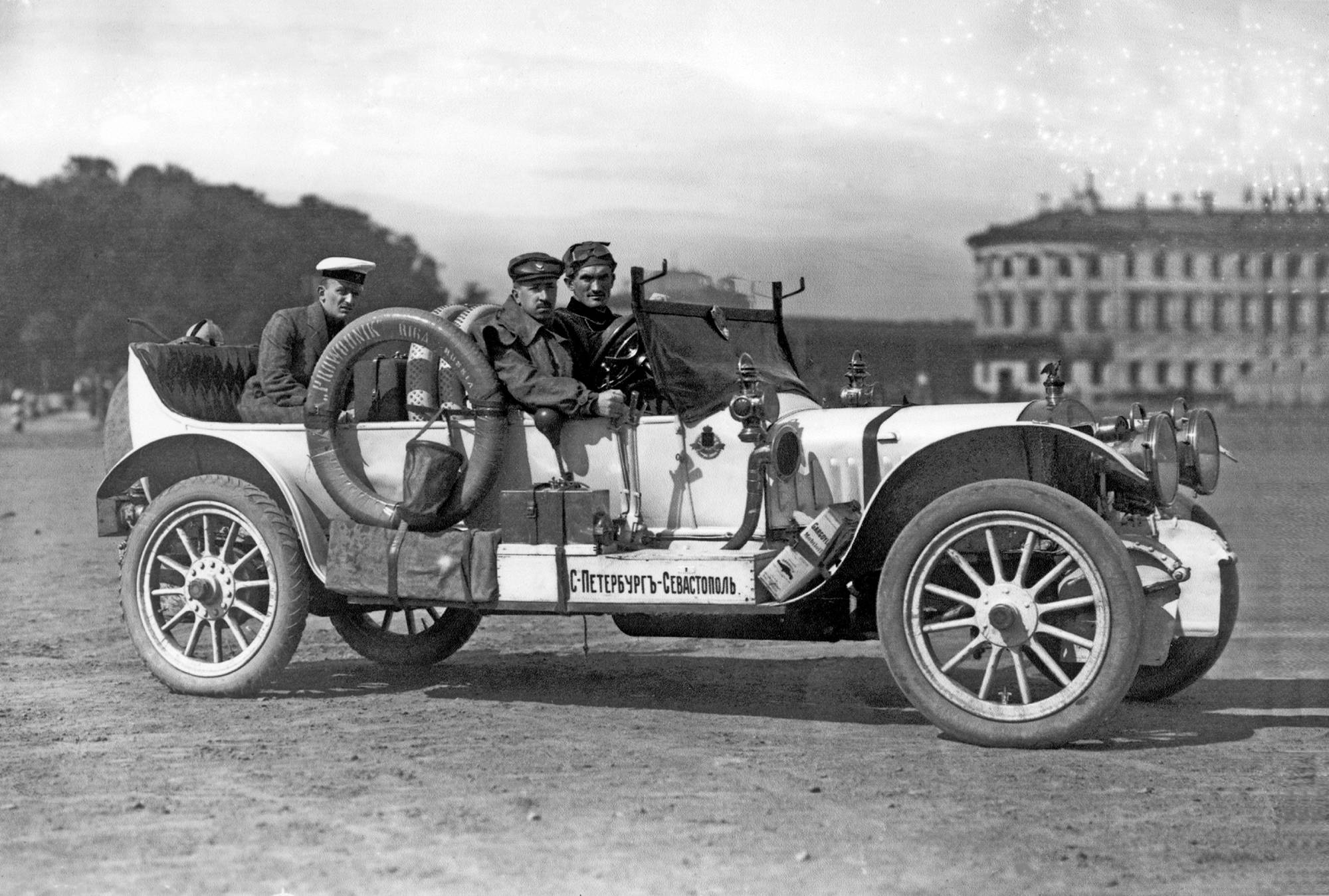
А. П. Нагель за рулем «Руссо-Балта» перед началом автопробега Санкт-Петербург - Севастополь, 1911 год.
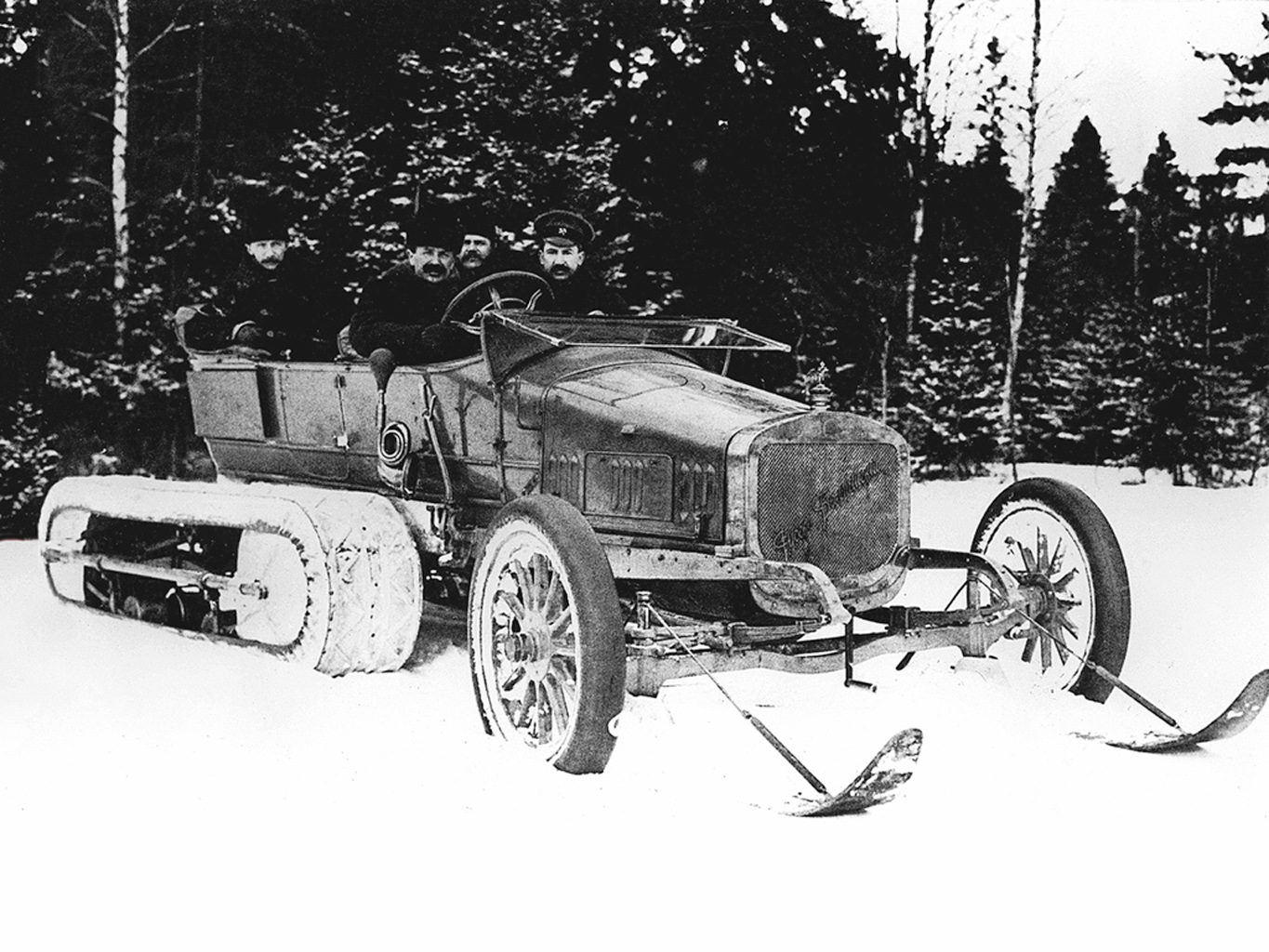
Руссо-Балт С24/40 с полугусеничной ходовой частью Кегресс, 1913 год.

Известными владельцами машин с кузовами ландоле стали поэт, великий князь Константин Константинович, отставной премьер-министр граф С. Ю. Витте, князь Б. Б. Голицын, промышленник Эдуард Нобель. Несмотря на большой интерес к «Руссо-Балту» на Третьей международной выставке 1910 года в Санкт-Петербурге, было продано намного меньше автомобилей чем ожидалось. В частности в Петербурге продано около 20 экземпляров, по несколько машин в других городах и ни одной в Москве. Этому могли способствовать цены. «Руссо-Балт» модели «К» стоил от 5500 рублей, модель «С» — 7800 рублей. Для сравнения: автомобили «Рено» и «Опель» стоили 5000 рублей. Есть сведения, что Великий князь Константин Константинович приобрёл три «Руссо-Балта», великая княжна Мария Павловна — один экземпляр модели «К» 12/20 с шасси № 4 II серии. В 1910 два автомобиля были приобретены для царского двора — «К» 12/20 № 217 и модель «С» 24/40 № 270, оба с кузовом ландоле. Всего автопарк царской семьи насчитывал 58 автомобилей различных марок, из которых лишь 10 обслуживали царскую семью. Однако царь и петербургская элита предпочитали «Руссо-Балту» иностранные марки Rolls-Royce, Opel и Renault. Рижский завод выпустил всего около 500 автомобилей за 7 лет.
Осенью 1915 года император Николай II принял решение эвакуировать завод в Москву в район Фили. Другие экземпляры находились в собственности известных людей, например, автомобилиста А. П. Нагеля, кораблестроителя К. П. Боклевского, банкира А. И. Путилова.
| Модельный ряд автомобилей «Руссо-Балт» | Модельный ряд автомобилей «Руссо-Балт»          | Модельный ряд автомобилей «Руссо-Балт» | Модельный ряд автомобилей «Руссо-Балт» | Модельный ряд автомобилей «Руссо-Балт» |
| Изображение                            | Модель и модификации                            | Годы производства                      | Примечания |                                        |
| -------------------------------------- | ----------------------------------------------- | -------------------------------------- | --- | -------------------------------------- |
|                                        | Тип С C24/30 С24/35 C24/40 C24/50 C24/55 C24/58 | 1909 — 1918 годы                       | Пассажирский автомобиль, изготовлено 347 автомобилей. За 9 лет Руссо-Балтийский завод выпустил 285 машин с открытыми кузовами торпедо и 10 дубль-фаэтонов, а также 17 лимузинов, 14 ландоле с закрытыми кузовами, и 21 иных типов. |                                        |
|                                        | Тип K К12/15 K12/20 К12/24 К12/30               | 1910 — 1914 годы                       | Пассажирский автомобиль, изготовлено 141 автомобиль. Выпускался с открытыми кузовами «дубль-фаэтон» и закрытыми «лимузин», и «ландоле».                                                                                            |                                        |
|                                        | Тип E Е-15/30                                   | 1915 — 1916 годы                       | Пассажирский автомобиль, изготовлен 71 автомобиль. Модель являлась дальнейшим развитием «типа С» |                                        |
|                                        | Тип Д Д24/35 Д24/40                             | 1912 — 1915 годы                       | Грузовой автомобиль, изготовлено 27 автомобилей. Выпускались с различными кузовами — почтовые фургоны, инкасаторские, санитарные и пожарные автомобили. Грузоподъёмность около 1 тонны.                                            |                                        |
|                                        | Тип М М24/35 М24/40                             | 1912 — 1913 годы                       | Грузовой автомобиль, изготовлено 19 автомобилей |                                        |
|                                        | Тип Т Т40/65                                    | 1913 — 1915 годы                       | Грузовой автомобиль, изготовлено 20 автомобилей. Тяжелый грузовик, грузоподъёмность 5 тонн. |                                        |

## Участие в автоспорте и автопробегах
- Автопробег Санкт-Петербург — Рига — Санкт-Петербург 1909 года.
- Международный автопробег 1910 года по маршруту Санкт-Петербург — Киев — Москва — Санкт-Петербург. Организаторы: Н. К. фон Мекк, В. В. Свечин, В. В. Гудович, П. П. Бекель и другие[5]. В соревновании участвовал  А. П. Нагель на своём автомобиле «Руссо-Балт» С24/30 (№14 III серии).
- Автопробег Санкт-Петербург — Рига — Берлин — Дрезден — Сен-Готард — Рим — Неаполь — Берлин — Санкт-Петербург в августе — сентябре 1910 года, в котором участвовал А. П. Нагель на С24/30[6].
- Автомобильный пробег Петербург — Севастополь 1911 года с участием автомобиля «Руссо-Балт» А. П. Нагеля[7].
- Модель С-24/55  А. П. Нагеля и В. А. Михайлова принимала участие в Ралли Монте-Карло из Санкт-Петербурга до Монако в декабре 1911 – январе 1912 года.
- Иван Иванов на «Руссо-Балт» C24/58 участвовал в Гран-при Санкт-Петербургского автоклуба 1913 года и Гран-при 1914 года, установив новый рекорд скорости в 129 км/ч.

Автомобили этой марки получили известность благодаря своим успехам в престижных соревнованиях. В сентябре 1910 года Везувий впервые был покорён на автомобиле марки «Руссо-Балт» С-24/30 русским автогонщиком А. П. Нагелем. В 1912 году на автомобиле «Руссо-Балт» А. П. Нагель вместе с штурманом В. А. Михайловым первыми пришли к финишу, но заняли 9 место в абсолютном зачёте ралли Монте-Карло (специальный приз за наибольшую пройденную дистанцию. Состязания проходили по принципу «звёздного сбора» — участники преодолевали различные маршруты с финишем в одной точке, где им начислялись очки в том числе и за пройденную дистанцию, экипаж стартовал из Санкт-Петербурга). Также было занято второе место в абсолютном зачёте «Ралли Сан-Себастьяна» (специальный приз за наибольшую пройденную дистанцию). За успех в ралли Монте-Карло и создание благоприятного имиджа российских автомобилей за рубежом император Николай II присвоил Андрею Платоновичу орден Святой Анны 3-й степени. В 1913 году совершил международный автопробег на автомобиле «Руссо-Балт», пройдя более 15 тысяч километров по дорогам Западной Европы и Северной Африки.

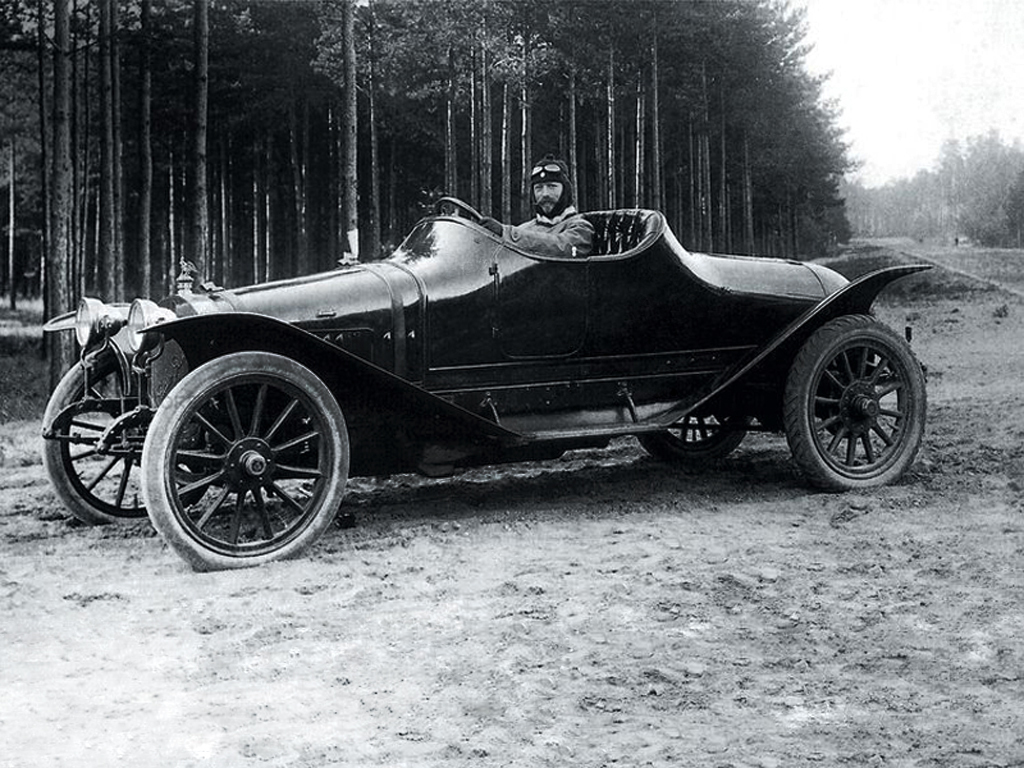
А. П. Нагель и Руссо-Балт С-24/55
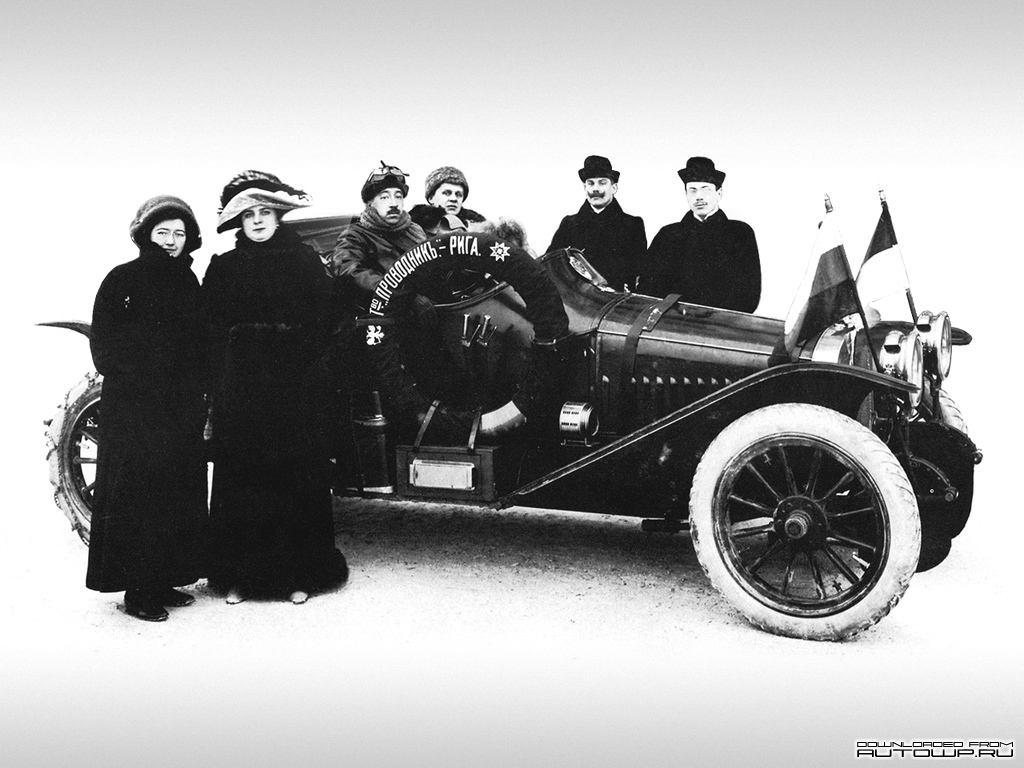
Модель С-24/55 перед стартом ралли в Монако (1912 год)
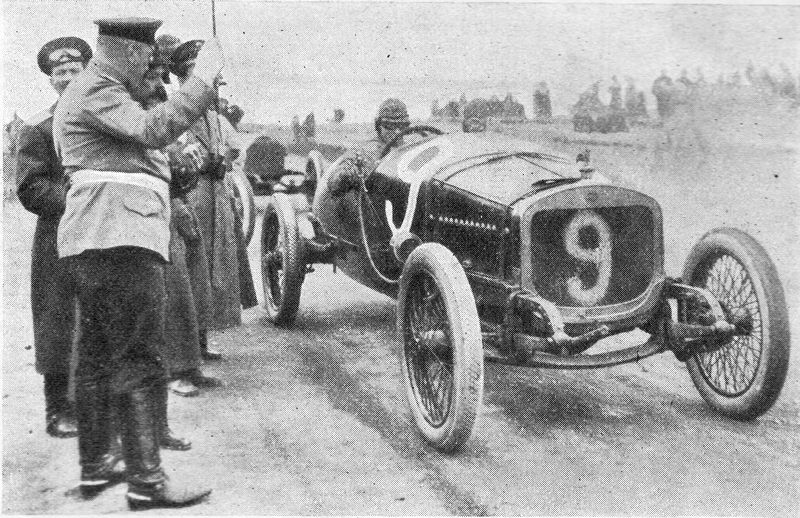
И. Иванов в Руссо-Балт C-24/58 на старте Гран-при Санкт-Петербургского автоклуба 1913 года

## Первая мировая война и революционные годы
Во время Первой мировой войны осенью 1915 года автомобильный отдел из Риги был эвакуирован в Москву, а часть оборудования отправлена в автомастерские Петербурга. В Латвийской республике в пустом помещении бывшего завода разместились многочисленные мастерские. В годы войны автомобили модели «С» с открытыми кузовами широко использовались в русской армии в качестве штабных машин, другие использовались как санитарные автомобили. Кроме этого, на шасси «Руссо-Балт» изготавливались различные бронеавтомобили на Ижорском заводе в Колпино в 1914—1919 годах, в частности, «Руссо-Балты» Братолюбова — Некрасова тип I и тип II.
В 1916 году руководство акционерного общества купило у наследников купца Павла Шелапутина для эвакуированного завода подмосковное поместье Покровское-Фили (ныне район Москвы «Фили»). Завод был запущен 1 июля 1917 года. В 1919 году завод национализирован и постановлением Совета Народных Комиссаров получил название 1-го Бронетанкового автозавода (БТАЗ—1) объединения «Промбронь». В 1922 году было выпущено 4 или 5 автомобилей на переделанной базе «Руссо-Балт» С-24/40 (в частности, спицованные колёса были заменены на цельнолитые), два из которых приняли участие во Всесоюзном автопробеге 1923 года.
В следующем году завод передан в концессию фирме «Junkers», начат выпуск самолётов Ю-20 (Junkers A 20) и Ю-21 (Junkers J 21). По состоянию на 2013 год бывший бронетанковый завод принадлежал ГКНПЦ имени М. В. Хруничева и занимался ракетно-космической техникой.

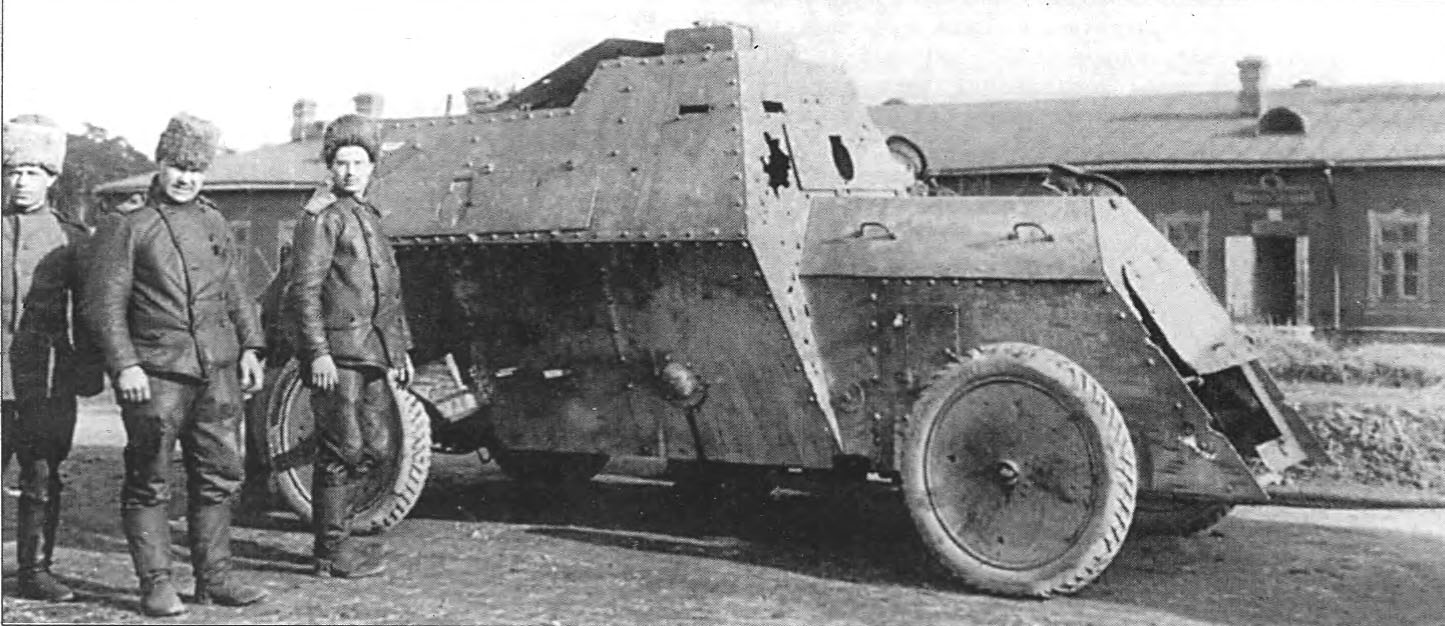
Руссо-Балт, [[Руссо-Балт тип С|Бронеавтомобиль на шасси модели «С» — эти бронеавтомобили изготовлялись на Ижорском заводе в Колпино в 1914-1919 годах.
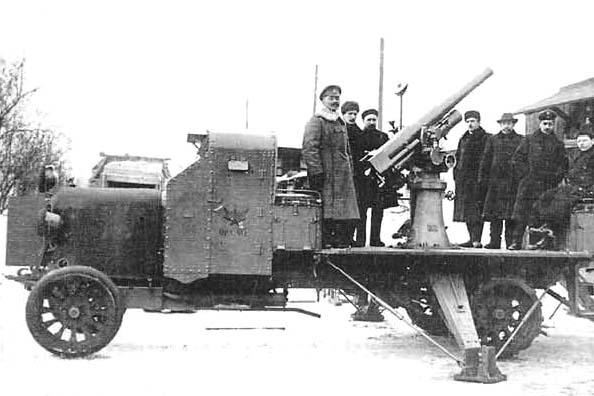
Руссо-Балт, зенитный бронемобиль на базе модели «Т»

## Современный период

### Политехнический музей

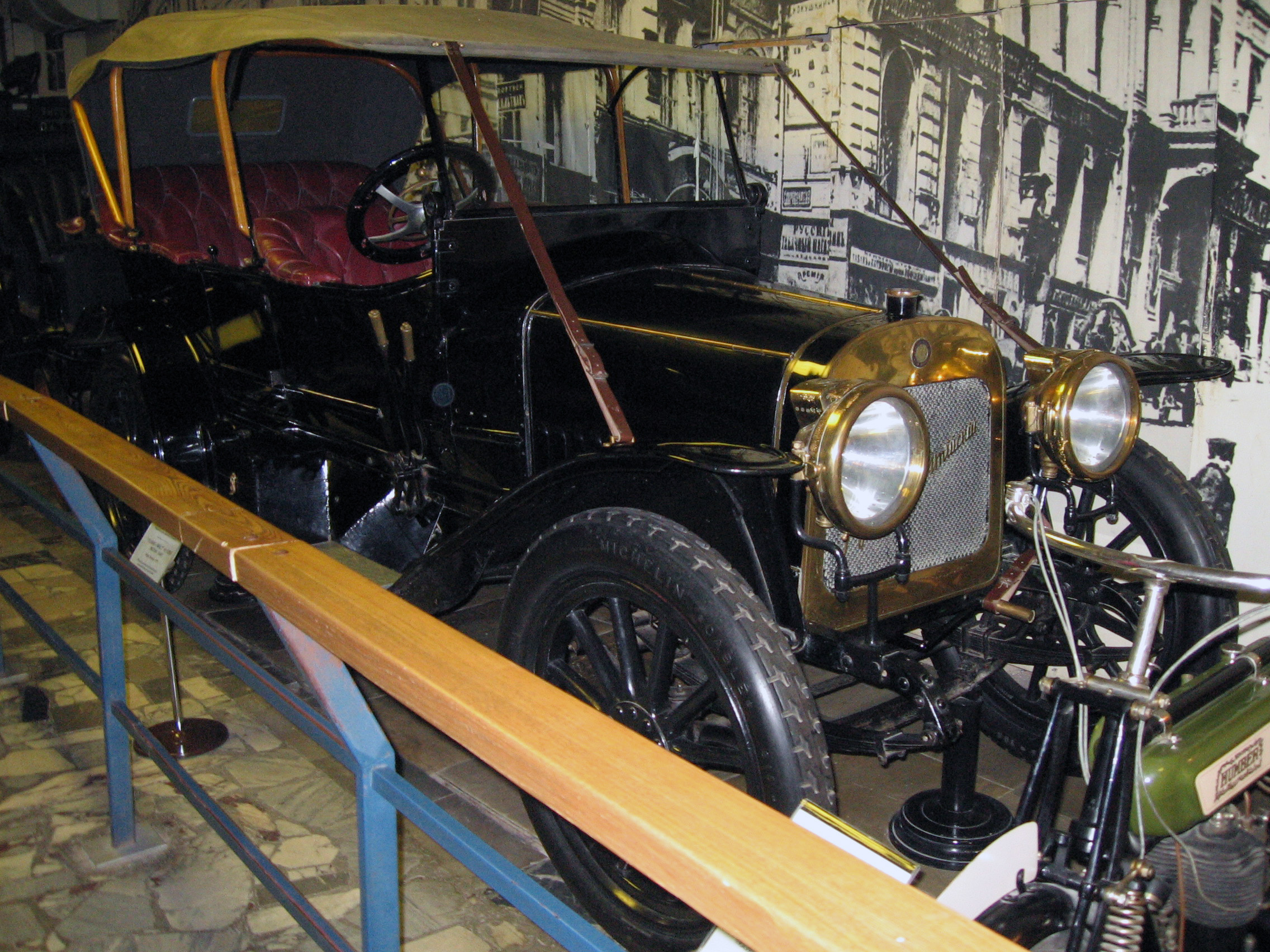
Руссо-Балт К 12/20 1911 года в Политехническом музее. Единственный полностью сохранившийся в мире экземпляр «Руссо-Балта».

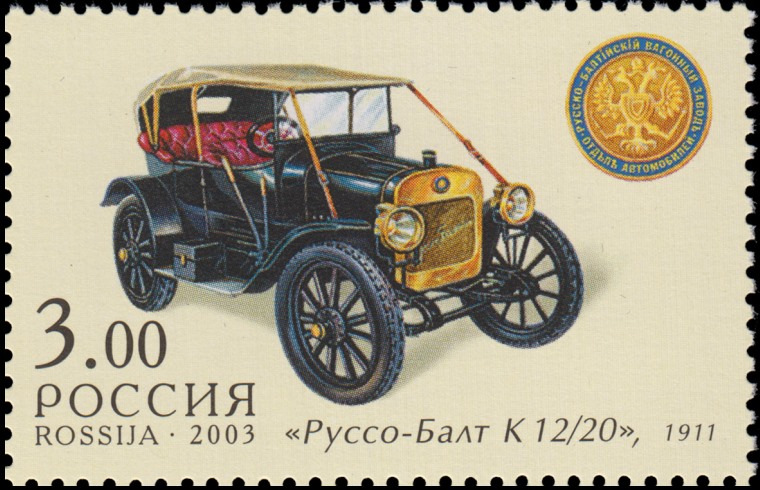
Почтовая марка, 2003 год

Единственный сохранившийся автомобиль экспонируется в Политехническом музее. Автомобиль К12/20 выпуска 1911 года с шасси № 73 заказала воздухоплавательная школа из Гатчины. Механик по котлам отопления А. А. Орлов из Кимр приобрел этот автомобиль в 1929 году и активно эксплуатировал до 1939 года, пока сохранялись покрышки. Зимой 1942—1943 годов был разморожен блок двигателя, блок цилиндров потрескался, машина пришла в негодность. Заваленный бытовым мусором, автомобиль стоял в дровяном сарае. В 1966 году владелец предложил киностудии имени Горького купить автомашину; сотрудники московского Политехнического музея узнали об этом через три дня. Музей приобрёл машину у киностудии, в 1967 году автомобиль прошёл реставрацию в НАМИ и пришёл своим ходом в музей. Реставраторам пришлось перебрать двигатель, подготовить множество деталей.

### Рижский мотормузей
Находящийся в Рижском мотормузее экземпляр пожарной машины «Руссо-Балт» Д-24/40, часто ошибочно называемый репликой, собран из немногих остатков «Руссо-Балта»: оригинальные там фрагменты кабины, часть рамы, радиатор, коробка передач, передний мост. Разрезанная стальная рама много лет служила опорой для телевизионной антенны. Всё остальное было сделано заново. На сегодняшний день уровень комплектации экспоната составляет примерно 30—35 % от комплектации 1913 года и около 75—80 % от комплектации 1920-х годов.

### A:Level

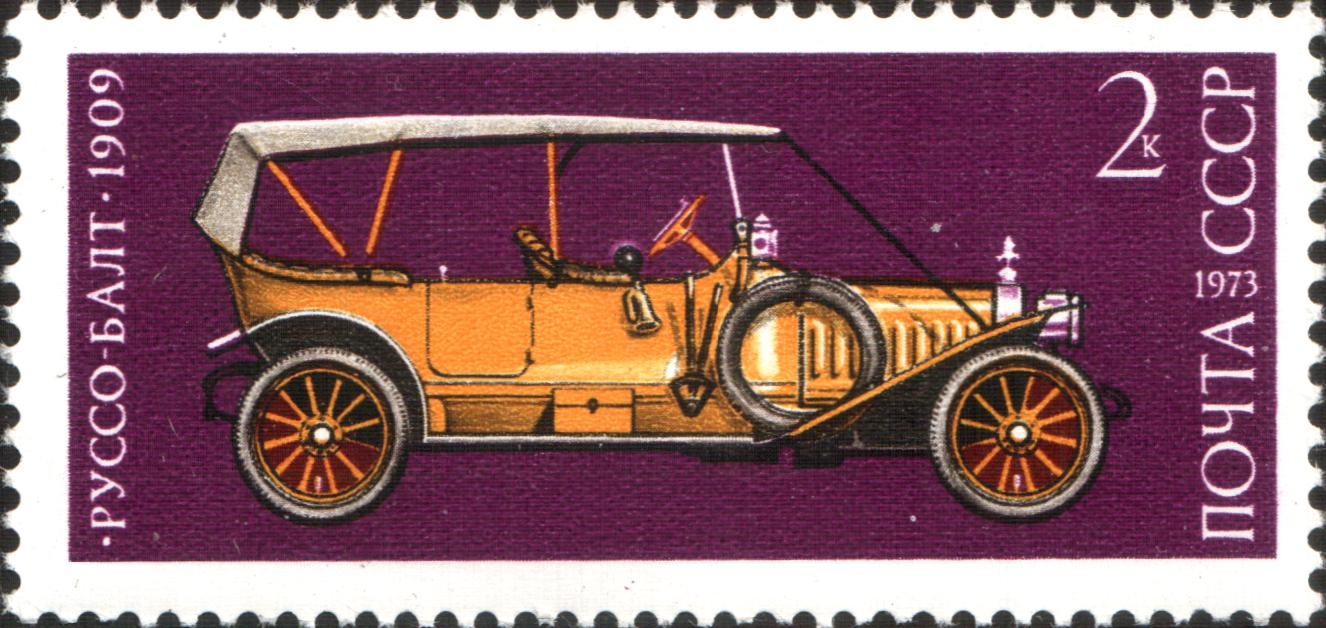
Почтовая марка СССР, 1973 год

В 2002 году в ателье A:Level разработали дизайн автомобиля в стиле 1930—1940-х годов. По завершении конкурса дизайнерских проектов эскиз победителя (Звиада Циколия) был взят за основу нового автомобиля. Инвестиции в размере 2 млн долларов были вложены в данный проект российским предпринимателем, владельцем торговой марки «Руссо-Балт» Виктором Такновым. В 2002 году A: Level была переименована в «Russo-Baltique». В 2006 году в сотрудничестве с немецким ателье German Gerg GmbH был создан концепт-кар Russo-Baltique Impression. Автомобиль демонстрировался в Европе на конкурсе Concorso d’Eleganza Villa d’Este 2006 года и на автосалоне в Женеве в 2007 году. Для изготовления использованы производственные мощности фирмы «Gerg GmbH» расположенной под Мюнхеном. Некоторые технические данные автомобиля: 12-цилиндровый силовой агрегат Mercedes-Benz с двойным турбокомпрессором, мощностью 555 л. с., 6-ступенчатая автоматическая коробка передач, пневмоподвеска, светодиодные фонари и крыша со сменной прозрачностью.
Автомобиль было решено выпускать мелкими сериями по 10—15 экземпляров в год. Ориентировочная цена — 1,8 млн долларов. Было получено несколько заказов, однако производство так и не было начато. Предполагалась также разработка ещё одного автомобиля класса GT.

### Dartz Prombron
Латвийская фирма Dartz, специализирующейся на производстве оконных плёнок, изготовила на заводе в Таллине (Эстония) бронированный внедорожник под названием «Prombron' (ex. Russo-Baltique)» (торговой маркой «Руссо-Балт» фирма не владеет). На логотипе автомобиля, помимо вышеуказанного названия, показан также серп и молот. Фирма позиционирует автомобиль как «продолжателя традиций Руссо-Балта». 16 апреля 2009 года два автомобиля «Prombron'» были представлены на автовыставке Top Marques Monaco.